# Iowa Stars
Die Iowa Stars (von 2008 bis 2009 Iowa Chops) waren ein US-amerikanisches Eishockeyfranchise in der American Hockey League in Des Moines, Iowa. Die Spielstätte der Stars war die Wells Fargo Arena. Die Iowa Stars waren bis zum Ende der Saison 2007/08 das Farmteam der Dallas Stars. In der Saison 2008/09 wurde das Team in Iowa neuer AHL-Partner der Anaheim Ducks Mit dem Wechsel des NHL-Partnerteams änderte sich der Name des Teams in Chops. Wegen eines Verstoßes der Ligaregeln wurde das Team für die Saison 2009/10 vom Spielbetrieb ausgeschlossen. Im Mai 2010 wurden die Franchiserechte schließlich an den Besitzer der Texas Stars verkauft.

## Geschichte
Die Iowa Stars wurden durch Howard Baldwin, Hockey Holdings & Management Group und Bob Schlegel gegründet und spielten ihre erste AHL-Saison im Spieljahr 2005/06. Der Verein hatte einen Kooperationsvertrag über fünf Jahre mit den Dallas Stars und einen Einjahresvertrag mit den Edmonton Oilers. Der Vertrag mit den Stars endet allerdings bereits nach der Saison 2007/08 in beiderseitigem Einvernehmen. Es wurde in den Anaheim Ducks ein neuer Partner gefunden. Im Zuge des Partnerwechsels wurde der Teamname in Iowa Chops geändert. Vor dem Umzug nach Des Moines war das Franchise von 1999 bis 2001 unter dem Namen Louisville Panthers aktiv.

## Statistik
| Saison  | Sp | S  | N  | U  | Pkt | Torverh. | Platzierung  | Play-offs                                              |
| ------- | -- | -- | -- | -- | --- | -------- | ------------ | ------------------------------------------------------ |
| 2005/06 | 80 | 41 | 32 | 7  | 90  | 238: 228 | 4. West Div. | 4:3-Niederlage gegen die Milwaukee Admirals in Runde 1 |
| 2006/07 | 80 | 42 | 34 | 4  | 88  | 221: 231 | 4. West Div. | 4:2-Niederlage gegen die Chicago Wolves in Runde 2     |
| 2007/08 | 80 | 35 | 37 | 8  | 78  | 217: 255 | 8. West Div. | nicht qualifiziert                                     |
| 2008/09 | 80 | 33 | 33 | 14 | 80  | 209:260  | 7. West Div. | nicht qualifiziert                                     |

## Team-Rekorde

### Saisonrekorde
Tore: 35  Loui Eriksson (2005/06)
Assists: 47  Toby Petersen (2005/06)
Punkte: 73  Toby Petersen (2005/06)
Strafminuten: 129  Krys Barch (2005/06)
Gegentorschnitt: 2.5  Mike Smith (2005/06)
Fangquote%:. 917  Mike Smith (2005/06)

### Karriererekorde
Tore: 35  Loui Eriksson (2005/06)
Assists: 47  Toby Petersen (2005/06)
Punkte: 73  Toby Petersen (2005/06)
Strafminuten: 129  Krys Barch (2005/06)
Torhüter-Siege: 25  Mike Smith (2005/06)
Shutouts: 3  Mike Smith (2005/06)
Spiele: 79  Toby Petersen (2005/06)